# خط غبار
خط غبار یا غبار الحلبه (غبار به معنای گرد خاک ناشی از سم اسبان) در ایران جهت سرعت در نوشتن و استفادهٔ کم‌تر در کاغذ، مورد استفاده قرار می‌گرفت که در قرن سوم هجری از خط ریاسی مشتق شده است.

## ویژگی‌ها
این خط دارای حروف ریز و ساختاری مدور است. بعضی ویژگی‌های این خط وابسته به خط ثلث و خط نسخ است.
این نوع خط در ابتدا برای فرستادن پیغام هائی استفاده می‌شد که کبوتران نامه بر حامل آن بودندو همچنین خط بال هم نامیده می‌شد. خط جامع و یکپارچه‌ای بوده و به طور برجسته‌ای مدور، بدون کشیده، خیلی فشرده و سریع می‌تواند نوشته شود. کاربرد خط غبار بیشتر در نگارش پیام‌هایی بود که می‌بایست با کبوتر ارسال شوند. همچنین در نگارش نامه‌ها و مکاتبه روی ورقه‌های کوچک کاغذ و حتی کتابت قرآن‌های کوچک از این خط استفاده می‌شده است.

## نقدها
خوشنویسانی که بعدها وارد این جرگه شدند، منکر خط غبار به عنوان یک خط مجزا بودند. آنها می‌گفتند:هر خطی می‌تواند به طور یکسان و مساوی کوچک شود.

## پیوندهای بیرونی
- نمونه‌ای از خط غبار بایگانی‌شده  در ۴ مارس ۲۰۱۶ توسط Wayback Machine